# Eurocopter AS365 Dauphin
Eurocopter (nu Airbus Helicopters) AS365 Dauphin (Dolphin), også tidligere kendt som Aérospatiale SA 365 Dauphin 2, er en mellemvægt multifunktionel tomotors helikopter produceret af Airbus Helicopters. Den blev oprindeligt udviklet og fremstillet af det franske firma Aérospatiale, som blev en del af det multinationale Eurocopter-selskab i løbet af 1990'erne. Siden den kom i produktion i 1975, har typen fortsat været i produktion i mere end 40 år. Den påtænkte efterfølger til Dauphin er Airbus Helicopters H160, som gik i gang i 2021.